# 8月3日
8月3日（はちがつみっか）は、グレゴリオ暦で年始から215日目（閏年では216日目）にあたり、年末まであと150日ある。

## できごと

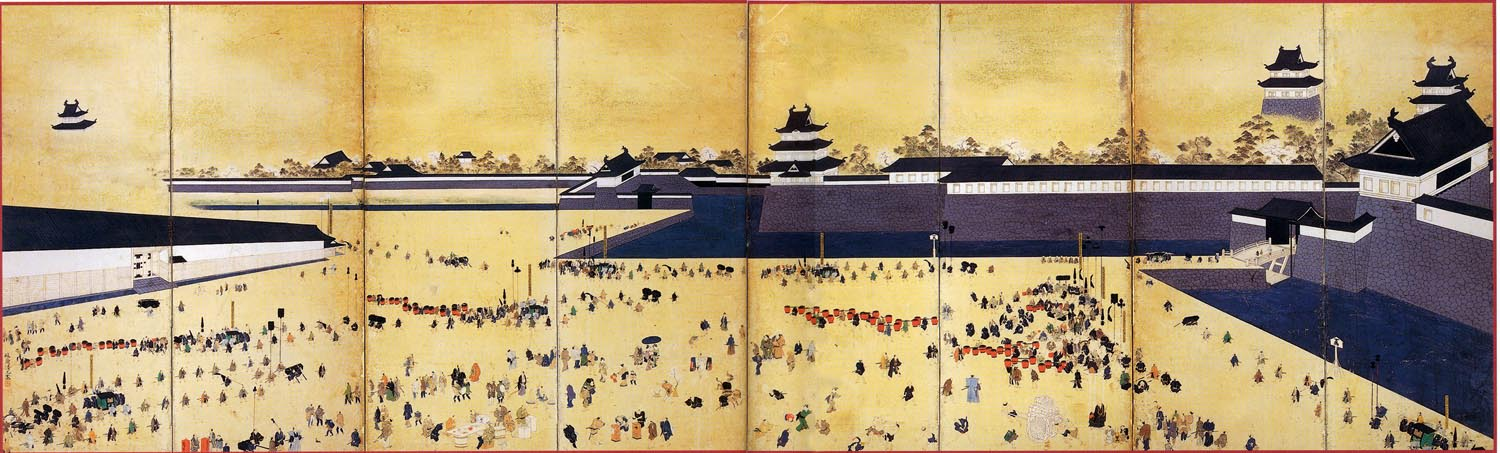
武家諸法度改正、参勤交代が義務化(1635)

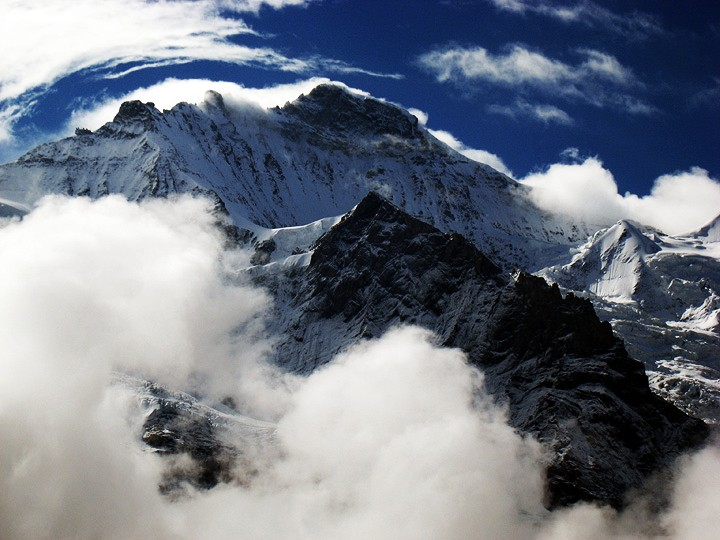
ユングフラウ初登頂(1811)

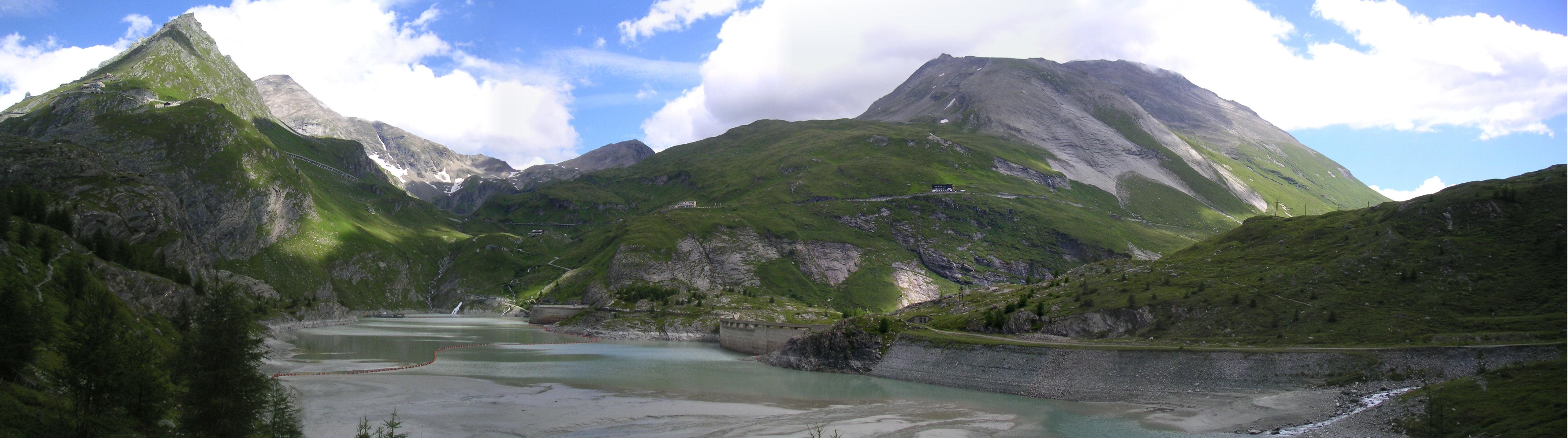
アルプス山脈を縦断するグロースグロックナー・ホッホアルペン街道開通(1935)

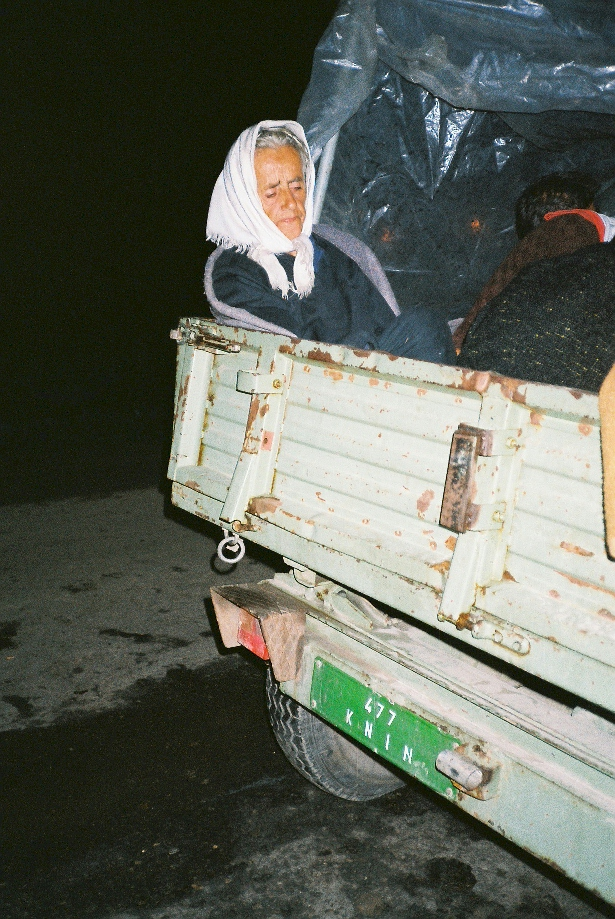
クロアチア紛争、嵐作戦はじまる(1995)。画像は難民

- 435年 - エフェソス公会議で異端とされたネストリウスに対し、東ローマ皇帝テオドシウス2世が国外追放を命ずる。ネストリウスはエジプトへ移る。
- 672年（弘文天皇元年/天武天皇元年7月2日） - 壬申の乱: 美濃に逃れた大海人皇子（後の天武天皇）が大友皇子（弘文天皇）に対し挙兵。
- 1165年（永万元年6月25日） - 順仁親王が父の二条天皇から譲位され、第79代天皇・六条天皇として即位。
- 1347年 - 百年戦争: カレー包囲戦が終結。カレー開城の際、6人の市民代表が人質となり他の市民を救う。
- 1492年 - クリストファー・コロンブスがスペインから1回目の西方への航海に出発。
- 1635年（寛永12年6月21日）- 江戸幕府が武家諸法度を改正。諸大名の参勤交代の義務化や大船建造の禁などの条文が加わる。
- 1644年 - 三十年戦争: フライブルクの戦いはじまる。
- 1778年 - ミラノ・スカラ座の新劇場が落成する。
- 1811年 - アルプス山脈のユングフラウにメイヤー兄弟が初登頂。
- 1829年 - ジョアキーノ・ロッシーニ作曲のオペラ『ウィリアム・テル』がパリで初演される。
- 1914年 - 第一次世界大戦: ドイツがフランスに宣戦布告[1]。
- 1916年 - 第一次世界大戦: ロマニの戦いが始まる。
- 1918年 - 1918年米騒動: 富山県西水橋町で漁師の妻ら約200人が米屋などに押し掛ける。これが新聞で報道され米騒動が全国に飛び火。
- 1923年 - 前日のウォレン・ハーディングアメリカ合衆国大統領の死去に伴い、副大統領のカルビン・クーリッジが第30代米大統領に就任。
- 1927年 - 神宮球場で第1回都市対抗野球大会が開幕。
- 1935年 - 天皇機関説事件: 日本政府が国体明徴声明を出す。
- 1935年 - アルプス山脈を南北に貫く山岳道路グロースグロックナー・ホッホアルペン街道（英語版）が開通。
- 1937年 - 豊田正子が小学生の時に書いた作文をまとめた『綴方教室』が刊行。ベストセラーとなる。
- 1940年 - 第二次世界大戦: イタリアがイギリス領ソマリランドに侵攻。
- 1940年 - バルト諸国占領: ソビエト連邦がリトアニアを併合。
- 1940年 - 岡山県玉野市が市制施行。
- 1945年 - 日本陸軍の病院船「橘丸」が米軍に拿捕、同船が国際法に違反する形で兵員・兵器を輸送していたことが発覚し陸軍史上最大の1500の捕虜を出す。（橘丸事件）
- 1949年 - アメリカのバスケットボールリーグNational Basketball League (NBL) が、ライバルリーグであるBasketball Association of America (BAA) への吸収合併に合意し、National Basketball Association (NBA) が発足。
- 1953年 - 衆議院本会議において「戦争犯罪による受刑者の赦免に関する決議」が採択される。
- 1955年 - 少女漫画雑誌『りぼん』が創刊。
- 1957年 - 米軍機母子殺傷事件。
- 1958年 - アメリカ海軍の原子力潜水艦「ノーチラス」が世界で初めて潜航状態による北極点通過を果たす。
- 1960年 - ニジェールがフランスから独立。
- 1960年 - 奥羽本線碇ケ関駅付近で退避中の列車が土砂崩れに巻き込まれて脱線転覆。乗員乗客2人が死亡、64人が重軽傷。現場付近は前日から集中豪雨に見舞われていた[2]。
- 1962年 - 日本初のテレビ情報誌『週刊TVガイド』が創刊。
- 1965年 - 松代群発地震が始まる。
- 1967年 - 公害対策基本法が公布。
- 1967年 - 文化大革命: 日本共産党訪中団が北京空港で紅衛兵の襲撃を受ける。（北京空港事件）
- 1970年 - アメリカnbcテレビでnbc nightly newsが放送開始[3]
- 1972年 - アメリカ合衆国上院が弾道弾迎撃ミサイル制限条約を批准。
- 1975年 - パリ発イモヴセール行きのロイヤル・ヨルダン航空のチャーター便ボーイング707型機が着陸進入中にアガディール近郊に墜落、乗員乗客188名全員が死亡。(en:1975 Agadir Morocco Air Disaster)
- 1976年 - TK-80発売。
- 1977年 - 広島市で14年ぶりの原水協・原水禁合同による原水爆禁止世界大会が開催。海外30カ国14国際組織の代表116人を含む350人が参加[4]。
- 1979年 - 千葉県君津市の神野寺の境内に併設された動物園の2頭のトラが逃走、寺から2kmほど離れた住宅街にも姿を現し、飼い犬が襲われる被害が出たが、警察、消防、猟友会、猟犬などによる27日間の捜索の末2頭とも射殺される。（神野寺虎脱走事件）
- 1984年 - 日本の静止気象衛星「ひまわり3号」打上げ。
- 1995年 - クロアチア紛争: 嵐作戦が始まる。
- 2005年 - モーリタニアで大統領マーウイヤ・ウルド・シディ・アハメド・タヤの不在中に軍部が無血クーデター（英語版）。
- 2009年 - 日本で初めての裁判員制度を適用した裁判の初公判が東京地裁で行われる[5]。
- 2019年 - アメリカテキサス州にてエルパソ銃乱射事件が発生[6]。20人以上が死亡。
- 2019年 - 愛知県内で8月1日から開催されていた国際芸術祭「あいちトリエンナーレ2019」は、企画展「表現の不自由展・その後」の中止を決定。慰安婦を表現した少女像などの展示に、抗議の電話が殺到していたことが原因[7]。
- 2021年 - 東京五輪ボクシング女子フェザー級で入江聖奈が金メダルを獲得。日本ボクシング女子史上初および、全種目を通じて鳥取県出身選手史上初の五輪金メダリストとなった[8]。
- 2025年 - 女子プロゴルフの海外メジャー「AIG全英女子オープン」で、山下美夢有が優勝。日本人の全英オープン優勝は、2019年の渋野日向子以来2人目。

## 誕生日

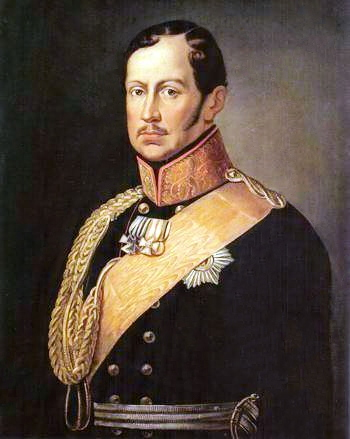
プロイセン王フリードリヒ・ヴィルヘルム3世(1770-1840)誕生。

蘭学者鷹見泉石(1785-1858)誕生。

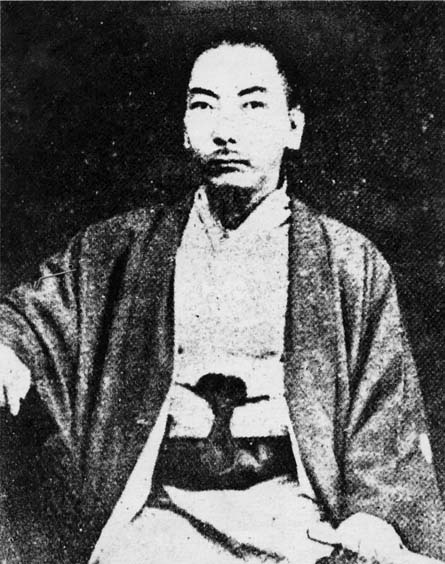
最後の琉球王国国王、尚泰(1843-1901)誕生。

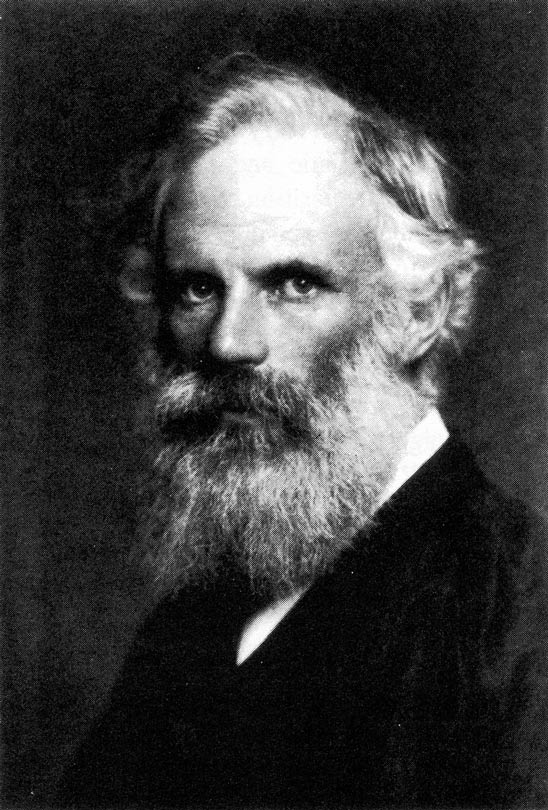
物理学者ジョージ・フィッツジェラルド(1851-1901)誕生。

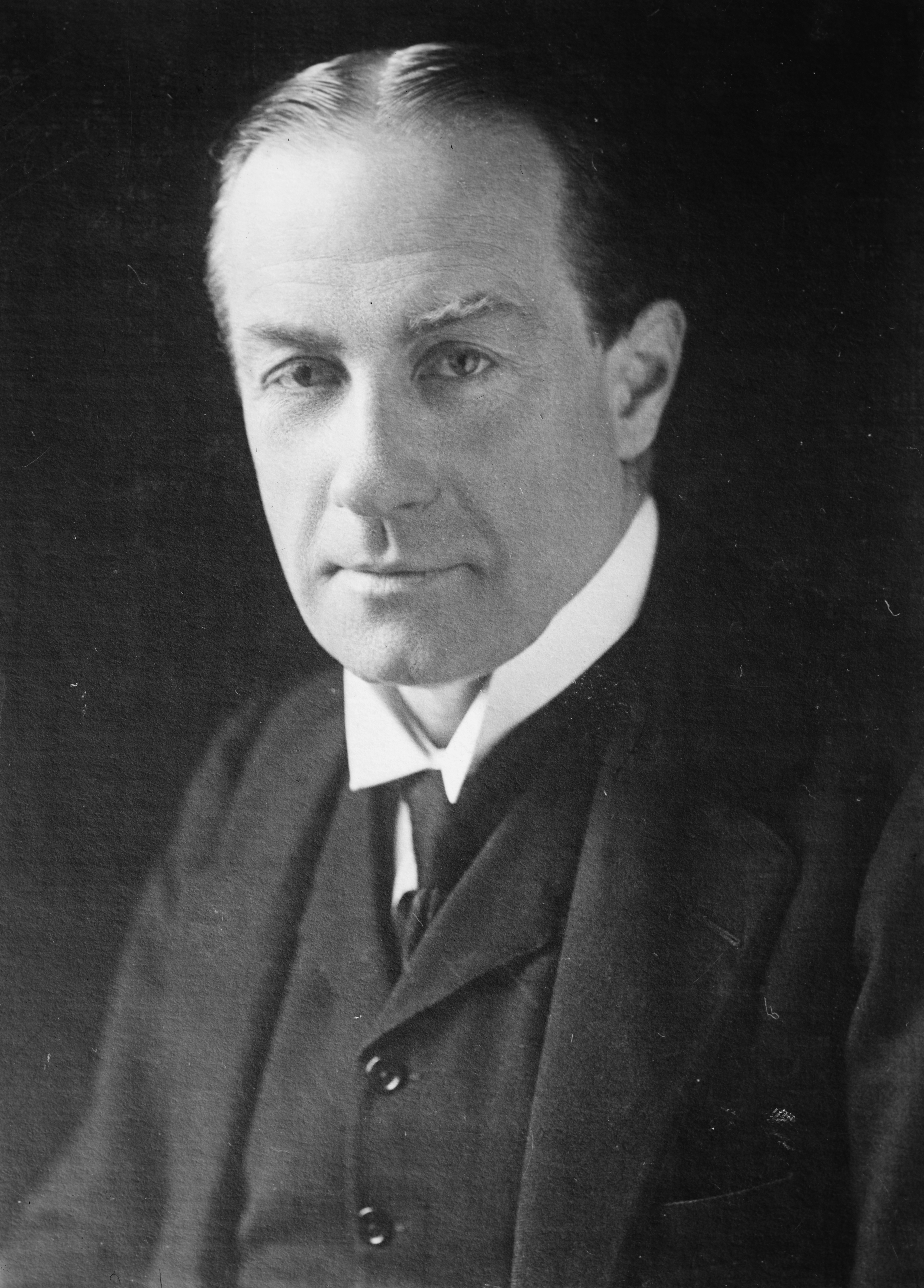
イギリスの政治家スタンリー・ボールドウィン(1867-1947)誕生。

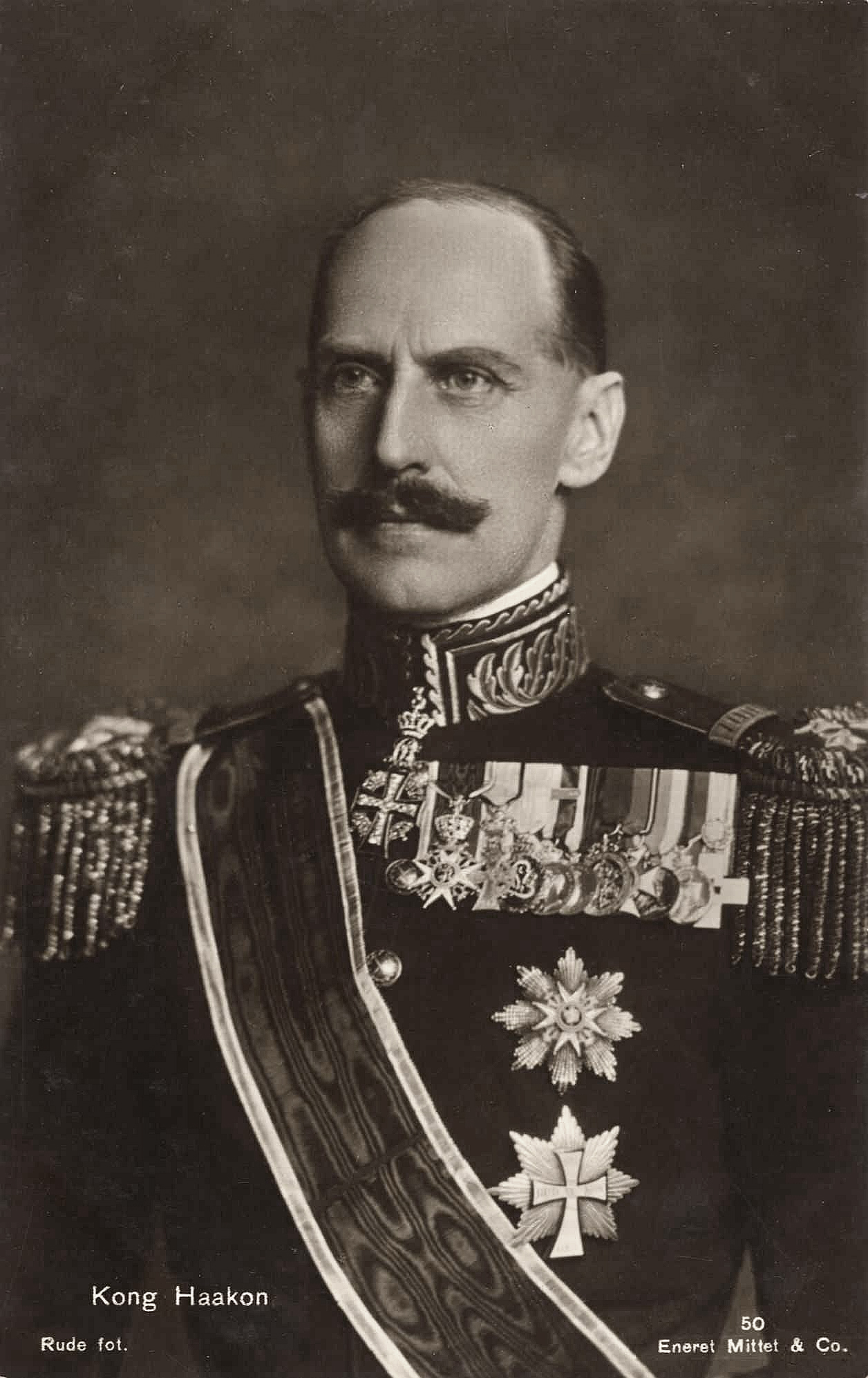
ノルウェー王ホーコン7世(1872-1957)誕生。

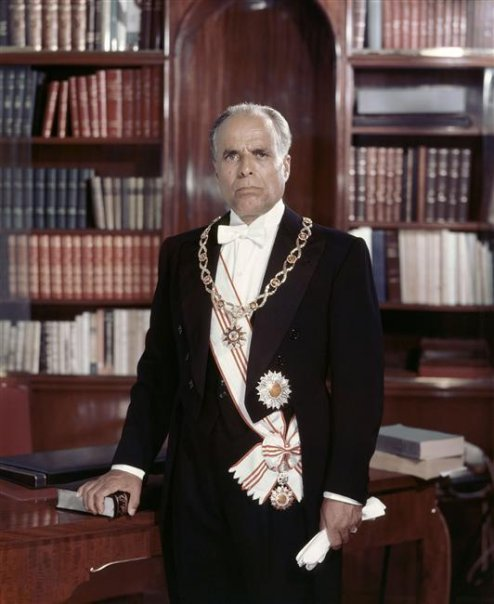
チュニジア初代大統領、ハビーブ・ブルギーバ(1903-2000)誕生。

### 人物
- 317年‐コンスタンティウス2世、ローマ皇帝（＋361年）
- 1430年‐尋尊、法相宗の僧（＋1508年）
- 1509年 - エティエンヌ・ドレ、ラテン語学者、翻訳家、出版業者（+ 1546年）
- 1746年 - ジェームズ・ワイアット、建築家（+ 1813年）
- 1770年 - フリードリヒ・ヴィルヘルム3世、プロイセン王（+ 1840年）
- 1779年‐カール・リッター、地理学者（＋1859年）
- 1785年（天明5年6月29日 (旧暦)） - 鷹見泉石、蘭学者（+ 1858年）
- 1801年（享和元年6月24日） - 色川三中、国学者、商人（+ 1855年）
- 1803年 - ジョセフ・パクストン、造園家、建築家、1851年ロンドン万博水晶宮設計者（+ 1865年）
- 1811年 - エリシャ・オーチス、発明家、起業家（+ 1861年）
- 1836年（天保7年6月21日 (旧暦)） - 磯部百鱗、画家（+ 1906年）
- 1841年（天保12年6月16日 (旧暦)） - 藤田伝三郎、藤田財閥創立者（+ 1912年）
- 1843年（道光23年7月8日 (旧暦)） - 尚泰、琉球国王（+ 1901年）
- 1851年 - ジョージ・フィッツジェラルド、物理学者（+ 1901年）
- 1860年 - ウィリアム・K・L・ディクソン、発明家（+ 1935年）
- 1867年 - スタンリー・ボールドウィン、政治家、イギリス首相（+ 1947年）
- 1867年 - 岸清一、弁護士、貴族院 (日本)議員、国際オリンピック委員会委員、博士（法学）（+ 1933年）
- 1872年 - ホーコン7世、ノルウェー国王（+ 1957年）
- 1879年 - 岩崎小弥太、実業家、三菱財閥4代目総帥（+ 1945年）
- 1883年 - ヴィレーム・マテジウス、言語学者、文学史家（+ 1945年）
- 1884年 - ルイス・グルーエンバーグ、作曲家、ピアニスト（+ 1964年）
- 1894年 - ハリー・ハイルマン、元プロ野球選手（+ 1951年）
- 1899年 - ルイ・シロン、レーシングドライバー（+ 1979年）
- 1902年 - 閑院純仁（閑院宮春仁王）、旧皇族（+ 1988年）
- 1902年 - 中村寅太、政治家、第27代国家公安委員会委員長、第34代行政管理庁長官、 第33代運輸大臣（+ 1978年）
- 1903年 - ハビーブ・ブルギーバ、政治家、チュニジア大統領（+ 2000年）
- 1903年 - 三間安市、実業家（+ 1974年）
- 1904年 - クリフォード・D・シマック、小説家（+ 1988年）
- 1904年 - ラウリ・ヴィルタネン、陸上選手（+ 1982年）
- 1907年 - 三鬼陽之助、経済評論家（+ 2002年）
- 1907年 - 梅若六郎 (55世)、能楽師（+ 1979年）
- 1908年 - 三升家小勝 (6代目)、落語家（+ 1971年）
- 1912年 - 田島直人、陸上選手（+ 1990年）
- 1912年 - 根上博、競泳選手（+ 1980年）
- 1914年 - 岡田茂、実業家（+ 1995年）
- 1914年 - 岩崎寿男、実業家（+ 2005年）
- 1919年 - 伊藤雄之助、俳優（+ 1980年）
- 1920年 - P・D・ジェイムズ、推理作家（+ 2014年）
- 1922年 - 仁科栄三、元プロ野球選手
- 1923年 - アン・クライン、ファッションデザイナー（+ 1974年）
- 1924年 - 高橋安光、フランス思想史研究者、ヴォルテール研究者（+ 2008年）
- 1924年 - カール・ゴッチ、プロレスラー（+ 2007年）
- 1924年 - レオン・ユリス、小説家（+ 2003年）
- 1925年 - 広田順、元プロ野球選手（+ 2003年）
- 1926年 - トニー・ベネット、歌手（+ 2023年）
- 1927年 - 観世栄夫、能楽師、俳優（+ 2007年）
- 1928年 - 川上哲郎、実業家 （+ 2021年）
- 1928年 - 大橋和夫、政治家、元千葉県船橋市長（+ 2005年）
- 1929年 - 西山登志雄、元東武動物公園園長（+ 2006年）
- 1929年 - セシル・オーブリー、女優、小説家（+ 2010年）
- 1932年 - アルフォンス・デーケン、カトリック司祭、哲学者、上智大学名誉教授（+ 2020年）
- 1934年 - ヘイスタック・カルホーン、プロレスラー（+1989年）
- 1937年 - 三遊亭小圓遊、落語家（+1980年）
- 1939年 - 平沼赳夫、政治家
- 1940年 - マーティン・シーン、映画俳優
- 1940年 - ロジャー・レポーズ、元プロ野球選手
- 1941年 - マーサ・スチュワート、実業家
- 1942年 - 山下八洲夫、政治家
- 1943年 - 佐川眞人、ネオジム磁石発明者
- 1943年 - 岩郷泰博、元プロ野球選手（+ 2019年）
- 1944年 - 竹田恒治、旧皇族、実業家
- 1944年 - ローラン・ボック、プロレスラー
- 1945年 - 黒鉄ヒロシ、漫画家
- 1946年 - ジャック・ストロー、政治家
- 1947年 - 谷村智啓、元プロ野球選手
- 1948年 - 斎藤一人、実業家
- 1948年 - ジャン＝ピエール・ラファラン、政治家
- 1948年 - 杉原薫、経済学者
- 1949年 - 野上俊夫、元プロ野球選手
- 1950年 - 渡辺博道、政治家、第9・15代復興大臣
- 1950年 - ジョン・ランディス、映画監督
- 1950年 - 川村晃司、元ジャーナリスト（+ 2023年）
- 1951年 - 火煙雅之[9]、元アナウンサー（+ 2023年）
- 1952年 - 浜矩子、エコノミスト
- 1952年 - ボブ・デービッドソン、審判員
- 1952年 - オズワルド・アルディレス、サッカー選手、監督
- 1952年 - マーティン・ロスコー、ピアニスト、音楽教師
- 1953年 - 大井滋、実業家、元JX金属社長、元パンパシフィック・カッパー社長
- 1953年 - 藤沢哲也、元プロ野球選手（+ 2024年）
- 1954年 - 伴一彦、脚本家
- 1954年 - 尹炳世、外交官、政治家、第37代外交通商部長官
- 1954年 - 石井幸喜、元プロボクサー
- 1955年 - 平野正雄、経営コンサルタント、実業家、早稲田大学商学学術院教授
- 1955年 - 浜舘明、元アナウンサー、記者（+ 2022年）
- 1958年 - 片岡聡、囲碁棋士
- 1958年 - ランベール・ウィルソン、俳優
- 1959年 - 田中耕一、技術者
- 1960年 - 西田真二、元プロ野球選手
- 1960年 - 杉浦宏昭、調教師
- 1960年 - 倉田邦房、元プロ野球選手
- 1960年 - 大塚正美、元陸上競技選手、指導者
- 1962年 - 古澤融、声優
- 1962年 - 有本香、ジャーナリスト
- 1962年 - 小田佳奈子、作詞家
- 1962年 - 上田和明、元プロ野球選手
- 1963年 - 石川真、俳優
- 1963年 - 伊藤芳則、モデル 、俳優、作家
- 1963年 - ジェイムズ・ヘットフィールド、ミュージシャン、ギタリスト
- 1963年 - 本村信吾、元プロ野球選手
- 1964年 - 栗田聡、元プロ野球選手
- 1964年 - アピシット・ウェーチャチーワ、政治家、元タイ王国首相
- 1965年 - 白倉伸一郎、映画プロデューサー
- 1965年 - 藤田朋子、女優
- 1966年 - 石橋文雄、元プロ野球選手
- 1967年 - マチュー・カソヴィッツ、映画監督、俳優
- 1967年 - 宮川孝子、ミュージシャン（元PINK SAPPHIRE）
- 1968年 - イリーナ・スミルノーワ、バレーボール選手
- 1968年 - 大塚賢一、元プロ野球選手
- 1968年 - 志賀泰伸、歌手、俳優
- 1968年 - バタービーン、プロボクサー
- 1968年 - 行定勲、映画監督
- 1969年 - 室園丈裕、声優
- 1969年 - 三嶋章夫、プロデューサー
- 1970年 - 桜井政博、ゲームクリエイター、ディレクター
- 1970年 - Kouichi、ギタリスト、ボーカリスト、作曲家
- 1970年 - 岸本健、政治家
- 1970年 - 鈴木純子、アナウンサー、気象予報士
- 1970年 - 鈴木正治、元サッカー選手
- 1971年 - 赤堀雅秋、俳優
- 1971年 - 安倍吉俊、イラストレーター、漫画家
- 1971年 - 大河内昭博、外交官
- 1971年 - 町亞聖、ニュースキャスター
- 1971年 - 古田悟、バスケットボール選手
- 1971年 - 細川浩三、元サッカー選手、指導者
- 1971年 - 田坂和昭、元サッカー選手
- 1971年 - ノルヘ・ベラ、元野球選手
- 1972年 - 稲葉篤紀、元プロ野球選手
- 1973年 - 藤田麻衣子、将棋棋士
- 1973年 - 安住紳一郎、TBSアナウンサー
- 1973年 - 大和良子、アナウンサー
- 1973年 - 菊沢隆仁、調教助手、元騎手
- 1973年 - 高橋昇禎、元バレーボール選手、指導者
- 1974年 - 山本幸正、元プロ野球選手
- 1975年 - 伊藤英明、俳優
- 1975年 - 伊福部崇、放送作家、脚本家、ミュージシャン
- 1975年 - なすび、タレント、俳優
- 1975年 - 葉月絵理乃、声優
- 1975年 - ルーズベルト・ブラウン、元プロ野球選手
- 1976年 - 早川亜希、女優
- 1976年 - 花岡麻帆、陸上選手
- 1976年 - トロイ・グロース、元プロ野球選手
- 1977年 - オスカル・ペレイロ、自転車競技選手
- 1977年 - トム・ブレイディ、アメリカンフットボール選手
- 1978年 - 木口美和子、ファッションモデル
- 1978年 - 蔡淳佳（ジョイ・チュア）、歌手
- 1978年 - 武智、お笑いタレント（スーパーマラドーナ）
- 1979年 - Suara、歌手
- 1979年 - レジェンド松下、実演販売士
- 1980年 - 伊藤亜矢子、声優
- 1980年 - アルバート・クラウス、キックボクサー
- 1981年 - 小谷美裕、女優
- 1981年 - 松葉れいな、モデル、タレント、実業家
- 1981年 - 濱口善幸、占い師
- 1981年 - 立花麻理、アナウンサー
- 1981年 - 岡本浩二、元プロ野球選手
- 1982年 - 安藤希、女優
- 1982年 - 岩崎晋也、ミュージカル俳優
- 1982年 - 中村愛、お笑い芸人
- 1982年 - 太洋一、サッカー選手
- 1982年 - 本橋卓巳、元サッカー選手、指導者
- 1982年 - 真子秀徳、元サッカー選手
- 1982年 - 松橋章太、元サッカー選手
- 1982年 - 岩永千明、元騎手
- 1983年 - 永夏子、女優
- 1983年 - 荒井洋明、音楽家、ボカロP（Dios/シグナルP）
- 1983年 - マーク・レイノルズ、元プロ野球選手
- 1984年 - ヤス、漫画家、イラストレーター
- 1984年 - 矢野貴之、騎手
- 1984年 - 荒木絵里香、バレーボール選手
- 1984年 - 近藤綾子、元女優
- 1984年 - セルジオ・エスカローナ、プロ野球選手
- 1984年 - マット・ジョイス、元プロ野球選手
- 1985年 - 永池南津子、女優、ファッションモデル
- 1985年 - ソニー・ビル・ウィリアムズ、ラグビー選手
- 1985年 - 地主恵亮 - フリーライター
- 1986年 - 槙口みき、声優
- 1986年 - ルイ・ド・リュクサンブール、ルクセンブルク大公子
- 1987年 - 藤邑鈴香、声優
- 1987年 - 吉岡沙知、声優
- 1988年 - 茂木千明、実業家
- 1988年 - 本間篤史、野球指導者
- 1988年 - 千島和憲、元ラグビー選手
- 1988年 - 唐津海誠二、元大相撲力士
- 1988年 - マチェイ・チェプルハ、フィギュアスケート選手
- 1989年 - サム・ハッチンソン、サッカー選手
- 1990年 - 大音智海、俳優、歌手
- 1990年 - 白石隼也、俳優
- 1990年 - 中村壱太郎、歌舞伎役者
- 1990年 - 藤原史織、タレント
- 1990年 - 白石涼、ボイストレーナー
- 1990年 - 守田達弥、サッカー選手
- 1990年 - 田知本遥、元柔道選手
- 1990年 - カーター・キャップス、プロ野球選手
- 1991年 - 永井響、俳優
- 1991年 - 増田有華、タレント（元AKB48）
- 1991年 - 小野かこ・小野あこ、大食い系YouTuber（はらぺこツインズ）
- 1991年 - 中村楓、サッカー選手
- 1991年 - 福倉健太郎、元プロ野球選手
- 1992年 - カーリー・クロス、ファッションモデル
- 1993年 - 熊井友理奈、歌手（Berryz工房）
- 1993年 - 榊翔太、サッカー選手
- 1993年 - 吉村真晴、卓球選手
- 1994年 - 坂梨由芽、女優、スタントウーマン、スーツアクター
- 1994年 - 三条彩夏、グラビアアイドル、タレント
- 1994年 - 月城まゆ、タレント（元G☆Girls）
- 1994年 - ク・ヨンフェ、アメリカンフットボール選手
- 1995年 - 牧島輝、俳優
- 1996年 - 深澤嵐、俳優
- 1996年 - 田邊祐真、ミュージカル俳優
- 1996年 - 諸橋沙夏、アイドル（=LOVE）
- 1996年 - 小郷裕哉、プロ野球選手
- 1996年 - 田嶋大樹、プロ野球選手
- 1996年 - 楢山修平、ハンドボール選手
- 1997年 - アヤカ・ウィルソン、ファッションモデル
- 1998年 - 宮本りお、グラビアモデル、タレント
- 1998年 - 小田安珠、元アナウンサー
- 1999年 - アイカ・ザ・スパイ、アイドル（豆柴の大群）
- 1999年 - 岩本千波、タレント
- 2000年 - ランドリー・ベンダー、女優
- 2000年 - 江原雅裕、プロ野球選手
- 2001年 - 坂詰姫野、テニス選手
- 2001年 - 野中瑠衣、バレーボール選手
- 2003年 - 嶋﨑斗亜、アイドル（関西ジュニア 、Lilかんさい）
- 2003年 - 佐藤美波、アイドル（元AKB48）
- 2004年 - 木原美悠、卓球選手
- 2005年 - 郡司璃来、サッカー選手
- 2007年 - 石川花、ファッションモデル
- 生年不詳 - 九条武政、ギタリスト（己龍）
- 生年不詳 - まひとくん。、歌い手（KnightA-騎士A-）
- 生年不詳 - 小倉直寛、声優
- 生年不詳 - こばたけまさふみ、声優
- 生年不詳 - 佐山聖子、アニメーション監督
- 生年不詳 - 清水祐太朗、声優
- 生年不詳 - 鷹崎和宣、声優
- 生年不詳 - 富田沙織、声優
- 生年不詳 - 谷口淳志、声優
- 生年不詳 - 山口享佑子[10]、声優
- 生年不詳 - 星野早、元声優
- 生年不詳 - 蒼樹うめ、漫画家、イラストレーター
- 生年不詳 - 岩ちか、漫画家
- 生年不詳 - 鈴羅木かりん、漫画家、イラストレーター

### 人物以外（動物など）
- 生年不詳 - バリィさん、愛媛県今治市PRマスコットキャラクター（ゆるキャラグランプリ2012年王者）

## 忌日

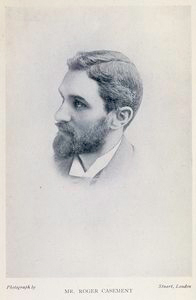
アイルランドの独立運動家ロジャー・ケースメント(1864-1916)刑死。

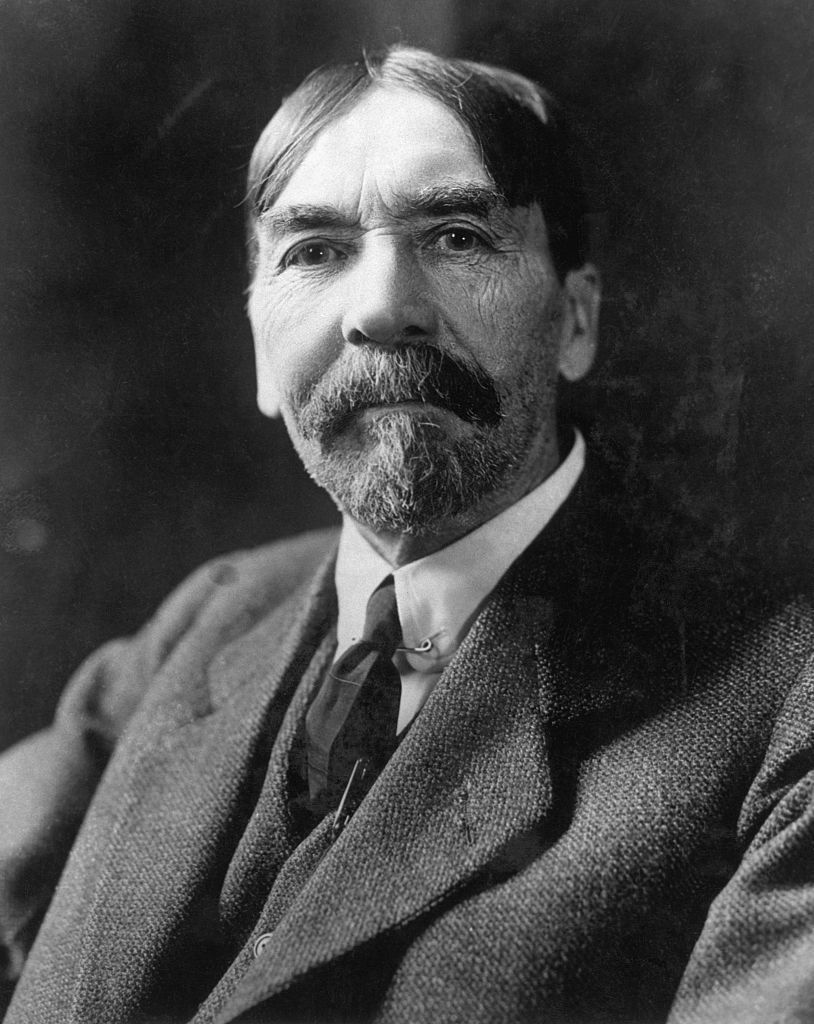
経済学者・社会学者、ソースティン・ヴェブレン(1857-1929)没。

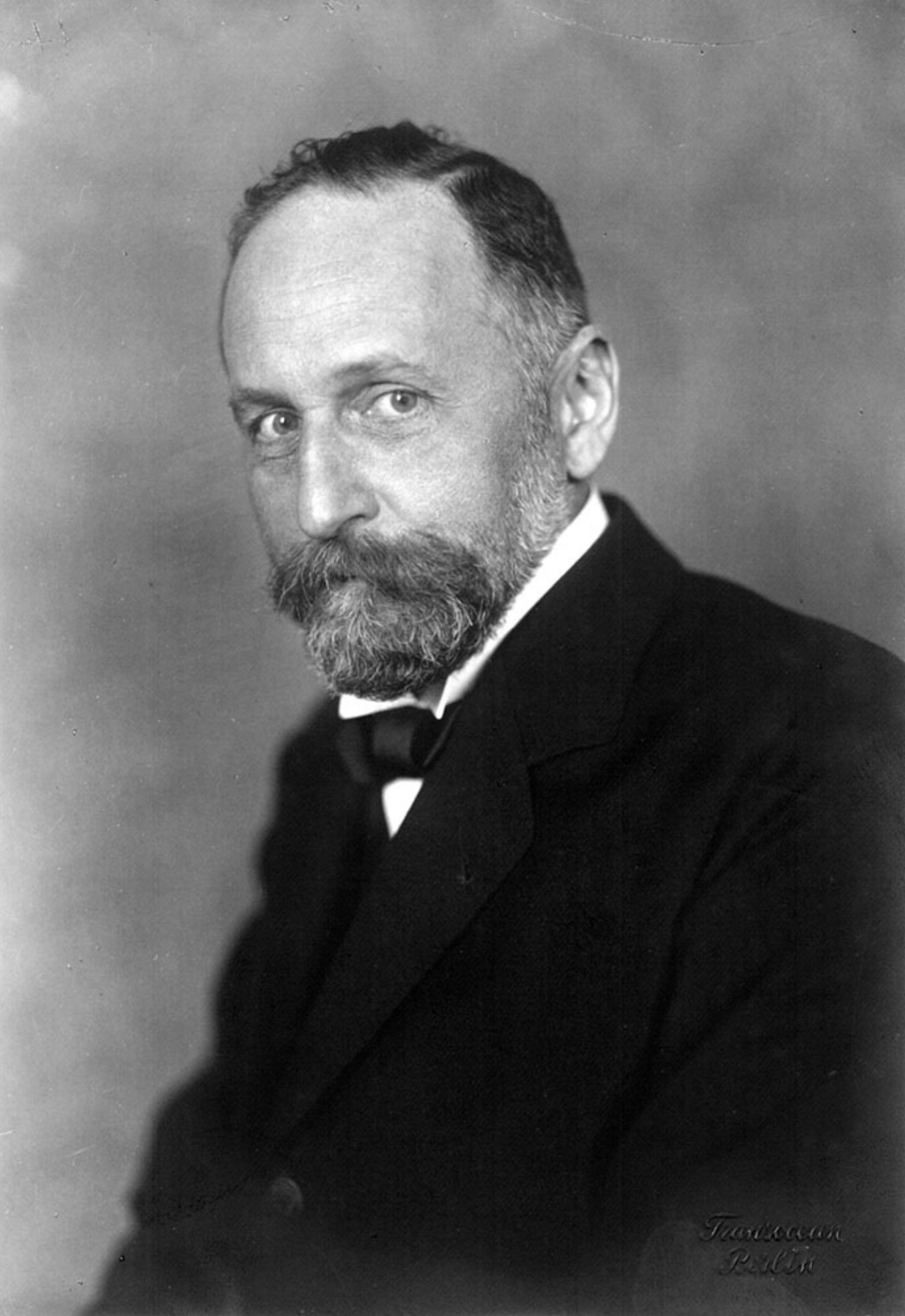
化学者リヒャルト・ヴィルシュテッター(1872-1942)没。

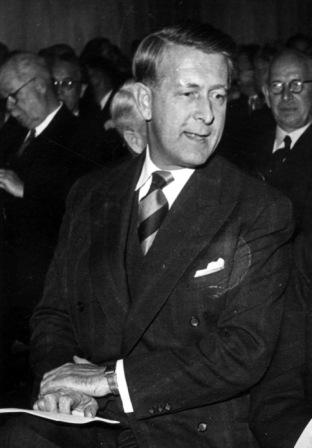
経済学者ベルティル・オリーン(1899-1979)没。

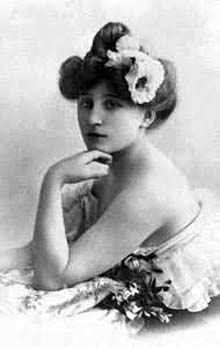
作家シドニー＝ガブリエル・コレット(1873-1954)没。

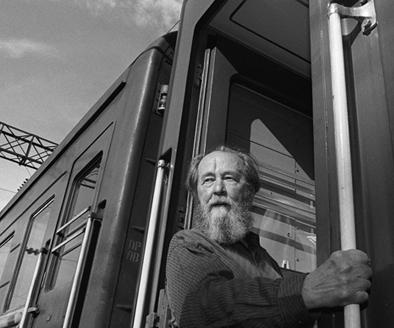
作家アレクサンドル・ソルジェニーツィン(1918-2008)没。

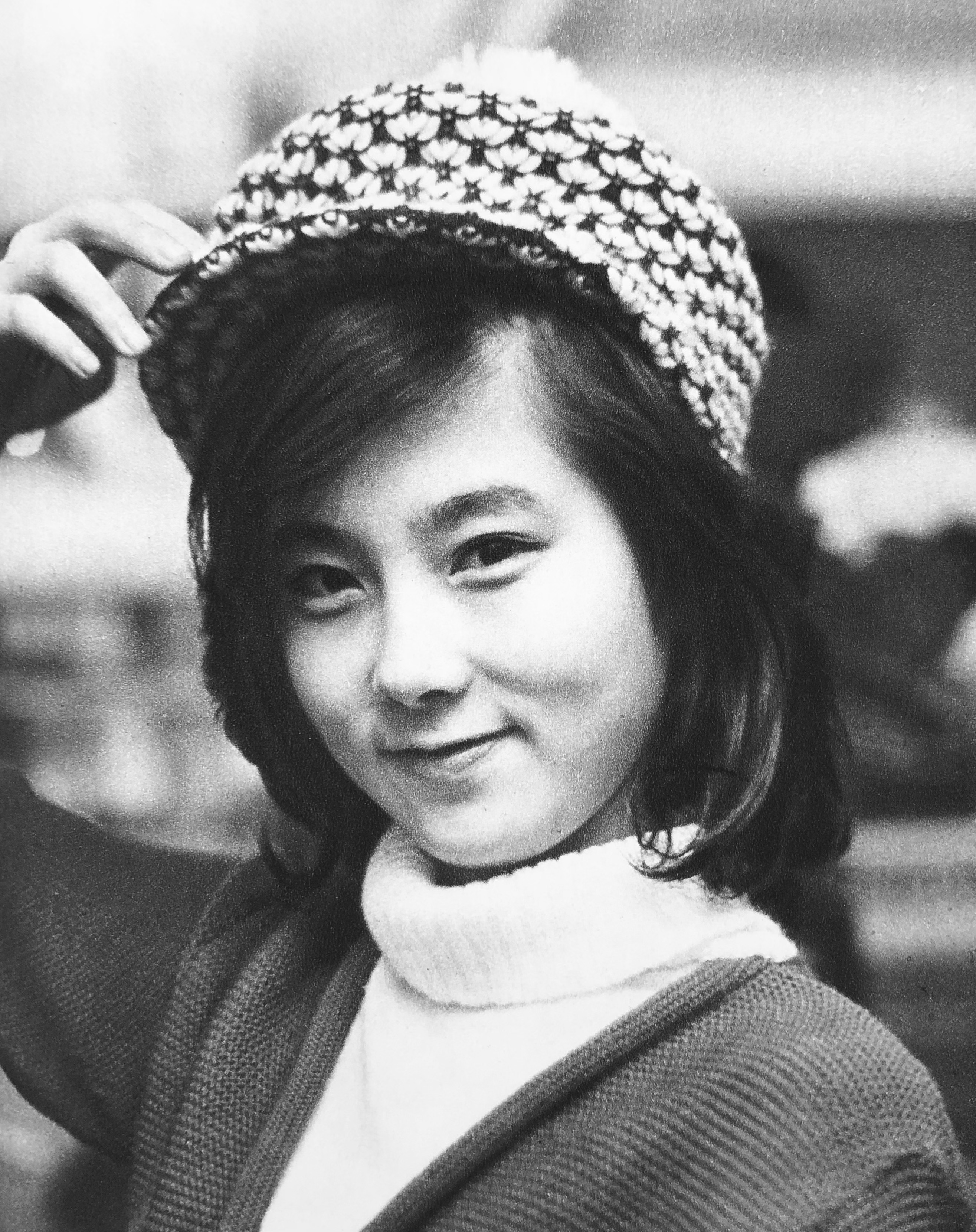
女優大原麗子(1946-2009)没。

- 936年（承平 (日本)6年7月14日 (旧暦)） - 藤原保忠、平安時代の公卿（* 890年）
- 1460年 - ジェームズ2世、スコットランド王（* 1430年）
- 1486年（文明 (日本)18年7月4日 (旧暦)） - 朝倉氏景 (8代当主)、越前国の戦国大名（* 1449年）
- 1546年 - アントニオ・ダ・サンガッロ・イル・ジョヴァネ、建築家（* 1484年）
- 1546年 - エティエンヌ・ドレ、ラテン語学者、翻訳家、出版業者（* 1509年）
- 1578年（天正6年6月30日 (旧暦)） - 由良成繁、上野国の戦国大名（* 1506年）
- 1603年（慶長8年6月26日 (旧暦)） - 小山秀綱、戦国武将（* 1529年）
- 1667年 - フランチェスコ・ボッロミーニ、建築家（* 1599年）
- 1721年 - グリンリング・ギボンズ、彫刻家（* 1648年）
- 1757年 - カール・ヴィルヘルム・フリードリヒ、ブランデンブルク＝アンスバッハ辺境伯（* 1712年）
- 1784年 - ジョヴァンニ・マルティーニ、作曲家（* 1706年）
- 1792年 - リチャード・アークライト、発明家（* 1732年）
- 1797年 - ジェフリー・アマースト、イギリス軍の将軍、北アメリカ総督（* 1717年）
- 1800年 - カール・フリードリヒ・クリスティアン・ファッシュ、作曲家、ハープシコード奏者（* 1736年）
- 1802年 - ハインリヒ、プロイセンの王族（* 1726年）
- 1806年 - ミシェル・アダンソン、博物学者（* 1727年）
- 1839年 - ドロテーア・シュレーゲル、小説家（* 1763年）
- 1849年 - コンスタンス＝マリー・シャルパンティエ、画家（* 1767年）
- 1857年 - ウージェーヌ・シュー、小説家（* 1804年）
- 1888年 - ベンジャミン・グッドリッチ（英語版）、実業家、グッドリッチ創業者（* 1841年）
- 1898年 - カール・グスタフ・アドルフ・クニース、経済学者（* 1821年）
- 1898年 - シャルル・ガルニエ、建築家（* 1825年）
- 1916年 - ロジャー・ケースメント、アイルランドの民族主義運動家（* 1864年）
- 1924年 - ジョゼフ・コンラッド、小説家（* 1857年）
- 1929年 - エミール・ベルリナー、発明家（* 1851年）
- 1929年 - ソースティン・ヴェブレン、社会学者、経済学者（* 1857年）
- 1942年 - リヒャルト・ヴィルシュテッター、化学者（* 1872年）
- 1942年 - 中江丑吉、中国研究者（* 1889年）
- 1945年 - 近藤鉄己、野球選手（* 1916年）
- 1947年 - ビック・ウィリス、プロ野球選手（* 1876年）
- 1951年 - 竹下しづの女、俳人（* 1887年）
- 1954年 - シドニー＝ガブリエル・コレット、小説家（* 1873年）
- 1954年 - 中城ふみ子、歌人（* 1922年）
- 1958年 - ピーター・コリンズ、F1レーサー（* 1931年）
- 1961年 - ティルディ・ゾルターン、ハンガリー首相・大統領（* 1889年）
- 1963年 - フィル・グラハム、実業家、元ワシントン・ポスト社長（* 1915年）
- 1964年 - フラナリー・オコナー、小説家（* 1925年）
- 1968年 - コンスタンチン・ロコソフスキー、ソ連邦元帥（* 1896年）
- 1968年 - 頼母木真六、新聞記者、政治家（* 1899年）
- 1970年 - ハインツ・ロンドン、物理学者（* 1907年）
- 1973年 - 時実利彦、生理学者（* 1909年）
- 1974年 - ヨアヒム・リッター、哲学者（* 1903年）
- 1977年 - 真船豊、劇作家、小説家（* 1902年）
- 1977年 - 吉田健一、文芸評論家、翻訳家、小説家（* 1912年）
- 1977年 - マカリオス3世、キプロス初代大統領、キプロス正教会大主教（* 1913年）
- 1978年 - 羅瑞卿、中国人民解放軍総参謀長（* 1906年）
- 1979年 - ベルティル・オリーン、経済学者、ノーベル経済学賞受賞者（* 1899年）
- 1980年 - ジークフリート・ボリース、ヴァイオリニスト（* 1912年）
- 1981年 - 勝承夫、詩人、元東洋大学理事長（* 1902年）
- 1983年 - 鎌倉芳太郎、染織家（* 1898年）
- 1983年 - 水島三一郎、俳優（* 1899年）
- 1983年 - キャロリン・ジョーンズ、女優（* 1930年）
- 1987年 - イヴァーン・ムィコライチューク、俳優（* 1941年）
- 1990年 - 石野径一郎、小説家（* 1909年）
- 1992年 - 王洪文、文革期の中国共産党副主席（* 1935年）
- 1994年 - 関根弘、詩人、評論家（* 1920年）
- 1995年 - 三坂耿一郎、彫刻家（* 1908年）
- 1995年 - アイダ・ルピノ、女優（* 1914年）
- 1995年 - メアリー・レナ・フォーク、プロゴルファー（* 1926年）
- 1996年 - 中村直、政治家（* 1912年）
- 1997年 - 一条さゆり、ストリッパー、ポルノ女優（* 1929年）
- 1998年 - 田中和夫、法学者（* 1903年）
- 1998年 - 小池禮三、水泳選手（* 1915年）
- 1998年 - アルフレート・シュニトケ、作曲家（* 1934年）
- 1999年 - リロイ・ヴィネガー、ジャズ・ベーシスト（* 1928年）
- 2000年 - マッスル北村、ボディービルダー、タレント（* 1960年）
- 2001年 - 苅田久徳、プロ野球選手、監督、審判員（* 1910年）
- 2002年 - 伊藤信吉、詩人、近代文学研究者（* 1906年）
- 2004年 - アンリ・カルティエ＝ブレッソン、写真家（* 1908年）
- 2004年 - 杉山義法、脚本家（* 1932年）
- 2005年 - 水口志計夫、英文学者、翻訳家、立教大学名誉教授（* 1926年）
- 2006年 - エリーザベト・シュヴァルツコップ、ソプラノ歌手（* 1915年）
- 2006年 - 小田豊四郎、実業家、六花亭創業者（* 1916年）
- 2006年 - 青木日出夫、アメリカ文学者、翻訳家、風俗史研究家（* 1936年）
- 2006年 - 宇山日出臣、編集者（* 1944年）
- 2007年 - 李源京、政治家、元韓国駐日大使（* 1922年）
- 2007年 - ジョン・ガードナー、作家（* 1926年）
- 2008年 - アレクサンドル・ソルジェニーツィン、小説家（* 1918年）
- 2008年 - 木野工、小説家（* 1920年）
- 2009年 - 大原麗子、女優（* 1946年）
- 2010年 - エルンスト・ライス、登山家（* 1920年）
- 2010年 - 欧陽莎菲、女優（* 1923年）
- 2010年 - ボビー・ヘブ、歌手、ピアニスト、作曲家（* 1938年）
- 2011年 - ニコライ・ペトロフ、ピアニスト（* 1943年）
- 2011年 - ババ・スミス、アメリカンフットボール選手、俳優（* 1945年）
- 2012年 - 内海倫、官僚、防衛事務次官、人事院総裁（* 1917年）
- 2012年 - 上山春平、哲学者、京都大学名誉教授（* 1921年）
- 2012年 - マーチン・フライシュマン、化学者、常温核融合研究者（* 1927年）
- 2013年 - ダッチ・サベージ、プロレスラー（* 1935年）
- 2014年 - イベット・ジロー、シャンソン歌手（* 1916年）
- 2014年 - 大高善兵衛、実業家、元ヨークベニマル社長（* 1935年）
- 2014年 - 帯ひろ志、漫画家、イラストレーター（* 1959年）
- 2015年 - 阿川弘之、小説家（* 1920年）
- 2015年 - 山口鶴男、政治家、第15代総務庁長官（* 1925年）
- 2015年 - 三浦文夫、社会福祉学者、日本社会事業大学名誉教授、元学長（* 1928年）
- 2015年 - 田村すゞ子、言語学者、早稲田大学名誉教授（* 1934年）
- 2015年 - 西村貞朗、プロ野球選手（* 1934年）
- 2016年 - クリス・エイモン、レーシングドライバー、ル・マン24時間レース優勝者（* 1943年）
- 2016年 - 宮本敬文、写真家、映画監督、小説家（* 1966年）
- 2017年 - 大谷巌、録音技師（* 1919年）
- 2017年 - 倉嶋厚、気象学者、エッセイスト、気象キャスター（* 1924年）
- 2017年 - ロバート・ハーディ、俳優（* 1925年）
- 2017年 - 向笠愼二、実業家、大林組第5代社長（* 1933年）
- 2017年 - アンヘル・ニエト、モーターサイクル・ロードレーサー（* 1947年）
- 2018年 - 渡辺義愛、フランス文学者、上智大学名誉教授（* 1927年）
- 2018年 - モーシェ・ミズラヒ、映画監督（* 1931年）
- 2018年 - トミー・ピープルズ、フィドル奏者（* 1948年）
- 2019年 - 成瀬悟策、臨床心理学者（* 1924年）
- 2019年 - トーマス・レメンゲサウ・Sr、政治家、元パラオ大統領（* 1929年）
- 2019年 - ニコライ・カルダシェフ、天文学者（* 1932年）
- 2019年 - 中村和子、アニメーター（* 1933年）
- 2019年 - 栗原玲児、実業家、タレント、キャスター（* 1933年）
- 2019年 - ベイジル・ヒートリー、陸上競技選手（* 1933年）
- 2019年 - 湯浅実、俳優（* 1934年）
- 2019年 - 白石奈緒美、女優、料理研究家（* 1935年）
- 2019年 - マイケル・トロイ、競泳選手、1960年ローマ五輪金メダリスト（* 1940年）
- 2019年 - ジャン・クロード・ブーチェ、プロボクサー、俳優（* 1944年）
- 2020年 - 濱野彰親、挿絵画家（* 1926年）
- 2020年 - エルネスト・ブランビラ、オートバイレーサー、レーシングドライバー（* 1934年）
- 2020年 - ジョン・ヒューム、政治家、ノーベル平和賞受賞者（* 1937年）
- 2020年 - イザベル・ヴェンガルテン、女優（* 1950年）
- 2021年 - ジョディ・ハミルトン、プロレスラー（* 1938年）
- 2021年 - 大隅正人、プロ野球選手（* 1948年）
- 2021年 - ヨルゲン・ラングヘーレ、俳優（* 1965年）
- 2021年 - 木下雄介、プロ野球選手（* 1993年）
- 2022年 - 道端進、実業家、京都中央信用金庫元理事長（* 1930年）
- 2022年 - レイモンド・ダマディアン、医学者（* 1936年）
- 2022年 - 内山美樹子、浄瑠璃研究者（* 1939年）
- 2022年 - アンドレイス・ルビンス、サッカー選手（* 1978年）
- 2023年 - カール・デイヴィス、作曲家、指揮者（* 1936年）
- 2023年 - マーク・マーゴリス、俳優（* 1939年）
- 2023年 - ブラム・ムールナー、プログラマー（* 1961年）
- 2024年 - 獅山向洋、検察官、弁護士、政治家、元滋賀県彦根市長、元聖泉大学・聖泉短期大学理事長（* 1940年）
- 2024年 - アントニオ・メネセス、チェリスト（* 1957年）
- 2024年 - 大崎善生、作家、雑誌編集者（* 1957年）

## 記念日・年中行事

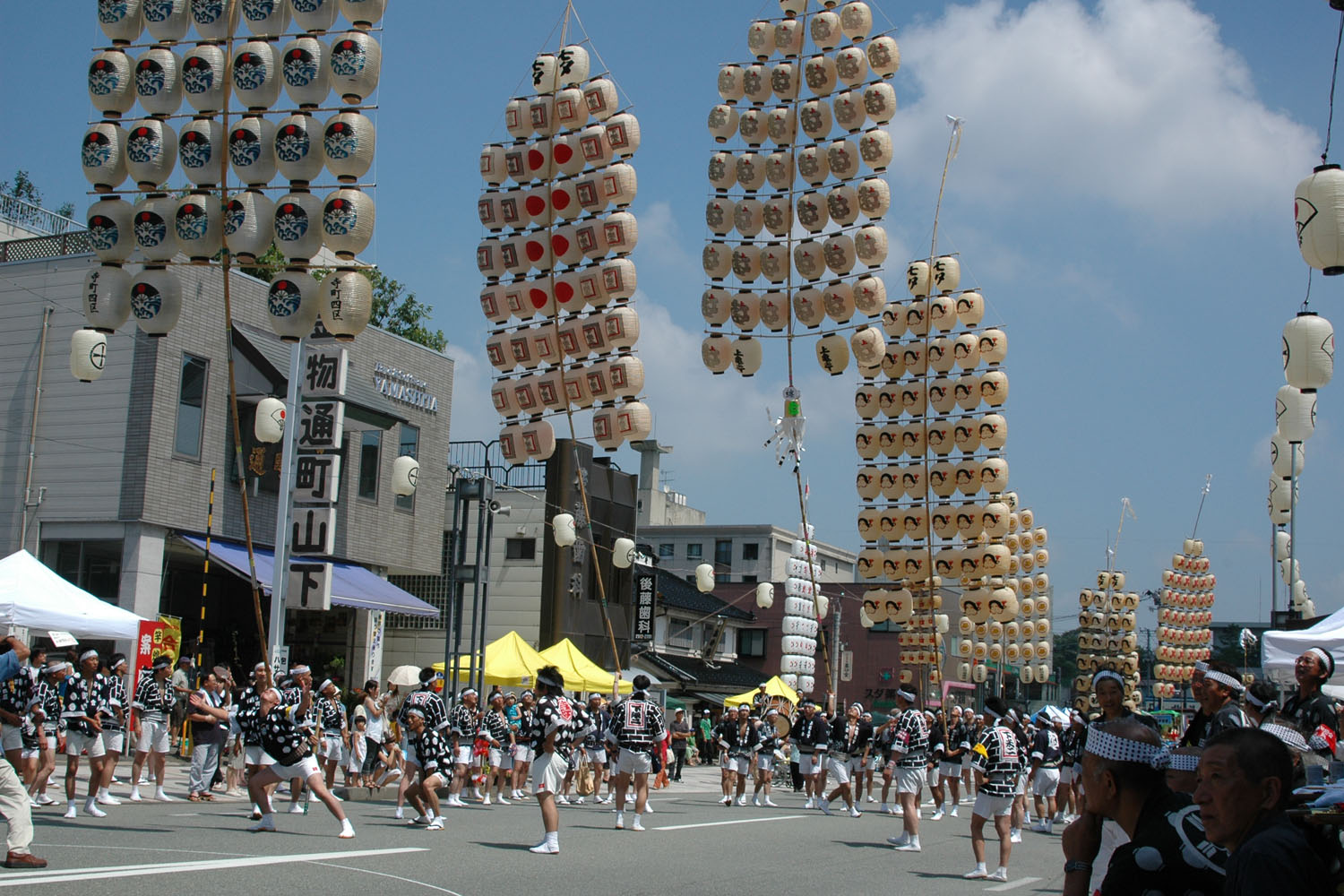
秋田の竿燈（6日まで）

- 独立記念日（英語版）（ ニジェール）
1960年のこの日、ニジェールがフランスから独立した。
- ホウ酸処理の日（ 日本）
ホウ酸による木材劣化対策を推進する日本ホウ酸処理協会（JBTA）が2019年に制定。「ホウ (8) 酸 (3)」の語呂合わせ[11]。
- 司法書士の日（ 日本）
明治5年（1872年）のこの日に、太政官無号達「司法職務定制」が布告され、司法書士の前身である代書人の制度が定められたことを記念して、日本司法書士会連合会が2010年に制定[12]。
- ハチミツの日（ 日本）
「はち(8)みつ(3)」の語呂合わせ。全日本はちみつ協同組合と日本養蜂はちみつ協会が1985年に制定[13]。
- ハサミの日（ 日本）
美容家の山野愛子が「は(8)さみ(3)」の語呂合わせで提唱。ハサミに感謝をし、技術向上を祈願するという意味があり、毎年午後3時に芝の増上寺にて『ハサミ供養法要』を実施している[14]。
- 「共創する未来」の日（ 日本）
株式会社東京個別指導学院が制定。「未来はやって来るものではく、多様な人々が集い、ともにビジョンを描き、ともに創りだすもの」と意識することで人の生きる未来がより良くなるとの考えから、そのシンボル的な日とするのが目的。日付は未来と成長をあらわす末広がりの「八」と、売り手も買い手も満足した上で社会に貢献できてこそ良い商売「三方良し」の「三」の組み合わせから[15]。
- ビーチサンダルの日（ 日本）
株式会社TSUKUMOが制定。日本発祥のビーチサンダルをより多くの人に履いてもらい、足元から夏を楽しんでもらうのが目的。日付は、8月の8をビーチのBに、3日をサンダルの3に見立てて[16]。
- はもの日（ 日本）
徳島県漁業協同組合連合会が制定。徳島の活鱧料理をブランドとして全国にアピールするのが目的。日付は、鱧（はも）の関西での呼び方「はみ」から「は(8)み(3)」の語呂合わせ[17]。
- 竿燈（秋田県秋田市 - 6日）
- 長岡まつり（新潟県長岡市 8月1日 - 3日）
- 湯河原やっさ祭り（神奈川県足柄下郡湯河原町 8月2日 - 3日）